# Adama hobohmi
Adama hobohmi är en insektsart som beskrevs av Pieter D. Theron 1988. Adama hobohmi ingår i släktet Adama och familjen dvärgstritar. Inga underarter finns listade i Catalogue of Life.